# Roland C. Langitz
Roland Christian Langitz (* 22. Mai 1963; † 3. Juli 2010) war ein österreichischer Maler und Objektkünstler.

## Leben
Er absolvierte von 1983 bis 1985 einen Lehrgang der Malerei bei Fritz Martinz an der Künstlerischen Volkshochschule in Wien.  1990 wanderte er nach Perth aus und war dort bei verschiedenen künstlerischen Institutionen tätig. 
Ab 1994 war er Mitglied der österreichischen Künstlervereinigung MAERZ. Seit dieser Zeit fungierte er als Kurator und Organisator von Kultur- und Ausstellungsprojekten mit Künstlern aus Australien, Kanada, Afrika, Korea, Österreich, Deutschland, Slowenien, Italien und der Schweiz.

## Ausstellungen
- 1992 Art Sources Perth, Western Australia
- 1993 Gomboc Gallery Perth, West Australien
- 1993 Rowntree Gallery New South Wales
- 1993 Galerie Gisela Hesse, München
- 1994 Gabriel Gallery Melbourne
- 1995 Delaney Galleries, Perth West Australien
- 1995 Perth Institute of Contemporary Arts, Perth, West Australien
- 1995 Galerie MAERZ, Linz, Österreich
- 1996 Künstlerhaus Klagenfurt „Bordercrossings 22 Austrian Artist´s“, mit Johannes Deutsch, Anselm Glück
- 1996 Minoriten Galerie Graz, Österreich. Mit Dietmar Brehm, Valie Export, Anselm Glück, Manfred Hebenstreit
- 1996 Delaney Galleries, Perth, West Australien
- 1996 Artrage Festival of Perth, „The funeral“  Set Design für den japanischen Choreografen Sandy Muljadi
- 1997 Galerie d8 Linz, Österreich. Mit Blaikner, Mittringer, Nitsch und Erwin Wurm
- 1997 Kunst-Happening in der alten Fabrik, Hainewalde
- 1997 Künstlerhaus Klagenfurt, Österreich. Die große Bienenbretter Show
- 1998 Skulpturenpark Schmieding, Oberösterreich. Mit Blaikner, Erwin Wurm u. a.

## Projekte
- Kultur und Mythos 2000 Jahre West Afrika (Buch Kristian Fenzl)
- Der ostdeutsche Konkrete Karl Heinz Adler in der Galerie März, Linz, Österreich
- Mehrmals Gastlektor an der University of Western Australia-School of Architecture and Fine Arts
- I want to understand, weltweit einzigartiges Ausstellungsprojekt mit Bildern von inhaftierten Aboriginal Künstlern, der Riverbank und Longmore detention centres in West Australien
- Skulpturenpark im LKH Klagenfurt, Österreich. Mit Martin Walde, Erwin Wurm u. a.
- Die Steinmenschen von Ushira, soziokulturelles Kunstprojekt mit SchwerstarbeiternInnen eines Steinbruches in Ostafrika
- Art Tanzania, Kunst aus Ostafrika
- Seit 2006 Organisator von soziokulturellen Projekten in West Afrika